# 博热城堡

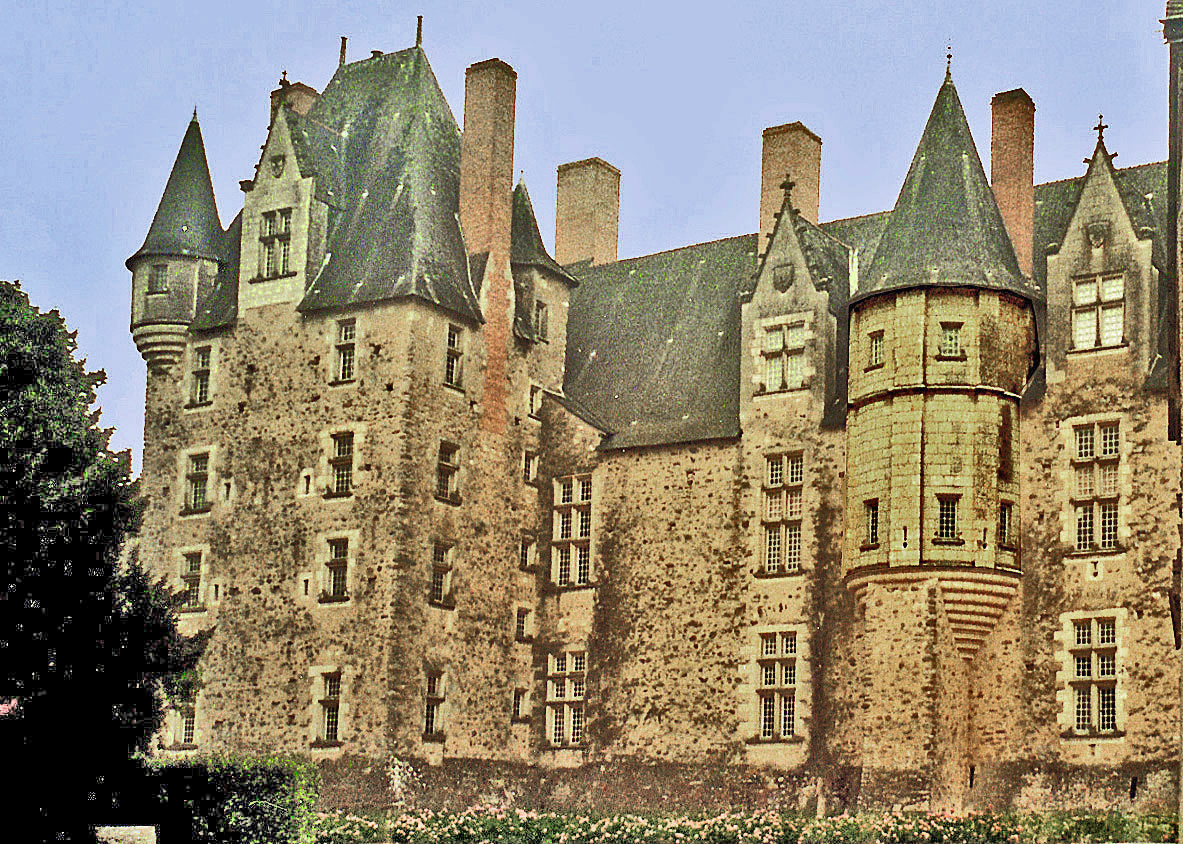

博热城堡（法語：Château de Baugé）是法国卢瓦尔河谷城堡群中的一座城堡，位于法国卢瓦尔河地区大区曼恩-卢瓦尔省昂热区市镇安茹地区博热，建于11-16世纪。1961年列为法国历史遗迹。 